# Tom Feeney
Thomas Charles Feeney III, detto Tom (Abington, 21 maggio 1958), è un politico e avvocato statunitense, membro della Camera dei Rappresentanti per lo stato della Florida.

## Biografia
Nato in Pennsylvania, Feeney si laureò in legge e divenne avvocato ma presto intraprese l'attività politica schierandosi con il Partito Repubblicano.
Nel 1990 venne eletto nella legislatura statale della Florida, che lasciò nel 1994 per concorrere alle elezioni per vicegovernatore, in coppia con il candidato governatore Jeb Bush. I due persero di misura e dopo un po' Feeney tornò nella legislatura statale, servendo anche come presidente della Camera dei Rappresentanti della Florida. In questa veste ottenne rilievo nazionale in occasione della controversia delle elezioni presidenziali del 2000.
Nel 2002 Feeney si candidò alla Camera dei Rappresentanti nazionale e riuscì a farsi eleggere con ampio margine; venne riconfermato senza opposizione due anni dopo e anche nel 2006 venne rieletto per un terzo mandato.
Nel 2008 Feeney affrontò l'avversaria democratica Suzanne Kosmas, che riuscì a sconfiggerlo con un margine di oltre sedici punti percentuali. La mancata riconferma di Feeney fu dovuta anche alle controversie in cui era rimasto coinvolto, soprattutto lo scandalo Abramoff e alcune accuse di frode elettorale.
Durante la permanenza al Congresso, Feeney ha mantenuto un indice di voto estremamente conservatore.